# カガミガイ
カガミガイ（鏡貝、Phacosoma japonicum）は二枚貝綱マルスダレガイ科の1種。カガミガイ属 Phacosoma Jukes-Brown, 1912 のタイプ種である。
　

## 概要
類円形で扁平。成貝は最大で殻長10cmほど。白色～灰白色で斑紋はないが、殻頂付近がうっすらと淡黄色や淡紅色を帯びることもある。
日本（北海道南西部～九州）、朝鮮半島、中国大陸沿岸に分布する。中国名 日本鏡蛤または日本鏡文蛤、韓国名 떡조개または마당조개。
海の潮間帯下部から水深60m付近までの細砂底に埋生し、水中の懸濁物を濾過食する。
砂浜や干潟などにも生息する普通種で、潮干狩りの際にも獲れることがあるが、食味がよくないためあまり人気のない貝である。一般にアサリより深い場所におり、成長したものでは殻長9cm以上になるが、普通は5-6cm前後のものが多い。殻の形が丸型で平べったく鏡に似ていることが和名の由来である。殻の成長線は輪状で明瞭だが、他の彫刻はない。
貝殻は丈夫で第四紀の貝化石として出土することも多い。また、縄文時代の貝塚から、本種の殻の端を研いで刃物として使った舌状貝器が発見されることがある。

## 分類

### 属位
本種はカガミガイ属 Phacosoma Jukes-Brown, 1912 のタイプ種であるが、カガミガイ属を Dosinia Scopoli, 1777 の亜属とすることも多い。その場合の学名は Dosinia (Phacosoma) japonica  (Reeve, 1850)となり、属名が中性から女性に変わるため種小名の語尾も「-um」から「-a」に変化する。さらに本属をヒナガイ属  Dosinorbis Dall, 1920 の亜属とする例もあるが、本項では『日本近海産貝類図鑑』に従い Phacosoma を独立属として扱う。なお、Phacosoma は後背縁に楯面（靭帯を囲むように稜で区画される面）があることで、それを欠く Dosinia から区別され、Dosinorbis は前背縁にも陵に囲まれた面ができることでこれら2者と区別される。他にもカガミガイ亜科には一見よく似た別属もしくは別亜属が複数ある。なおコガネムシ科にも同名の属 Phacosoma Boucomont, 1914 があるが、記載年が古いカガミガイ属の学名が有効名となり、コガネムシ科にある同名は無効となる。

### 類似種
日本周辺にはカガミガイ属 Phacosoma に分類される相互によく似た貝が10種以上分布するが、多くはカガミガイよりも深い海底に生息するため一般人の目に触れることはそれほど多くはない。そのうちカガミガイと同大のマルヒナガイ Phacosoma troscheli (Lischke, 1873) は殻表面に不明瞭な褐色の放射帯が見られ、小月面（殻頂に隣接して前背縁に形成されるハート型の小区画）が褐色になり、北海道南西部～九州、中国南岸の水深10-30m砂底に生息する。同様に褐色帯が現れるヤタノカガミ Phacosoma nippnicum Okutani et Habe in Okutani, Tagawa et Horikawa, 1988 は小月面が淡色で、本州中部の水深10-30m砂底に生息する。干潟でも見られるものとしては、やや小型で膨らみが強いアツカガミ Phacosoma roemeri (Dunker, 1863) （本州（瀬戸内地域）～九州の内海の砂泥底）や、別属のウラカガミ Dosinella angulosa (Philippi, 1847) （本州（青森県陸奥湾）～九州、朝鮮半島、中国沿岸の潮下帯～30mの砂底に生息）などがあるが、日本では2種とも各地で激減あるいは絶滅状態にある。

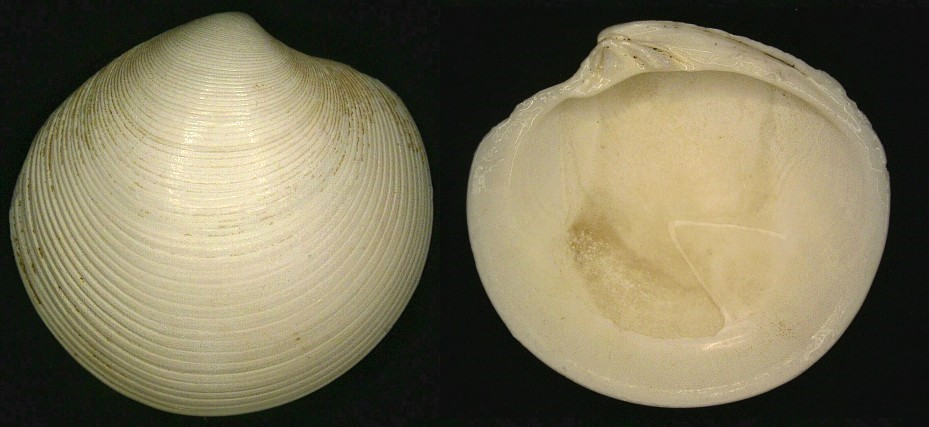
ダイオウカガミ（150mm）

世界中にもよく似たカガミガイ亜科の種が多数分布しており、最大種はメキシコ西岸～ペルー北部の水深3mから60mに生息するダイオウカガミ Dosinia ponderosa (Gray, 1838) で、殻長150mmほどになる。